# Сидоров Іван Миколайович
Іван Миколайович Сидоров (рос. Иван Николаевич Сидоров; 9 липня 1981, м. Магнітогорськ, СРСР) — російський хокеїст, захисник. Виступає за «Южний Урал» (Орськ) у Вищій хокейній лізі. 
Вихованець хокейної школи «Металург» (Магнітогорськ). Виступав за: «Южний Урал» (Орськ), «Металург» (Магнітогорськ), «Амур» (Хабаровськ), «Трактор» (Челябінськ), «Торпедо» (Нижній Новгород), «Югра» (Ханти-Мансійськ), «Мечел» (Челябінськ).
Досягнення
- Бронзовий призер чемпіонату Росії (2002).